# Дхадж

імперія Рор

Дхадж — перший імператор і засновник династії Рор.. Можливо належав до легендарного народу абхіра сакського або аріанського походження.Його історія Сорат Рай Діяч зі своєю дружиною Сорат дуже популярна в Північній Індії. Його наступником став його син Кунак.